# Yamaha SG (E-Gitarre)

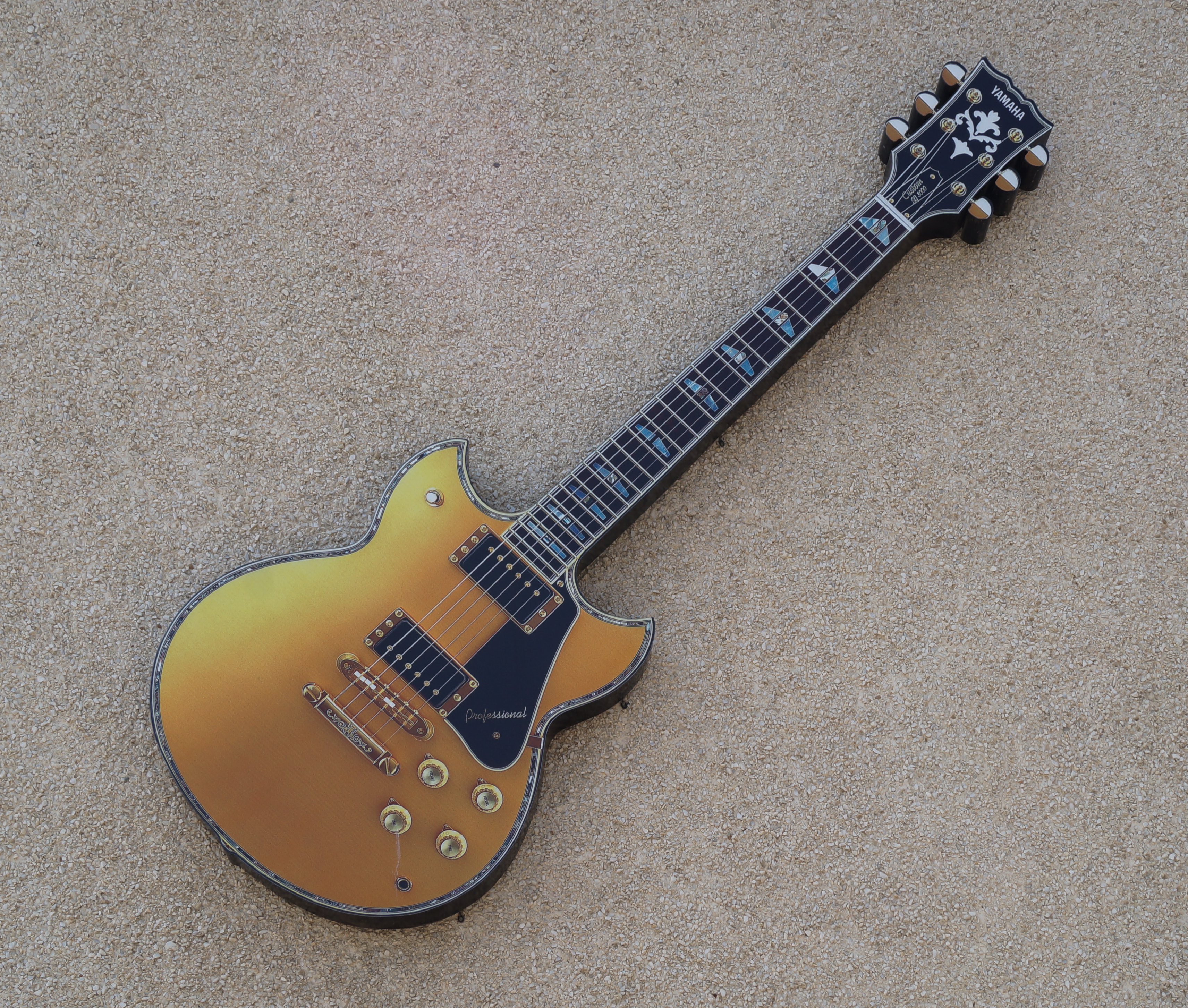
Yamaha SG 3000

Die Yamaha SG ist eine E-Gitarre. Sie wurde Anfang der 1970er von Yojirou Takabayashi für die Firma Yamaha entwickelt.

## Bauform
Die Form des Korpus der Yamaha SG gleicht weitgehend derjenigen der Gibson SG. Die Kanten des Korpus sind aber nicht abgeflacht. Damit ist sie wie auch bzgl. anderer Bestandteile auch an das Design der Gibson Les Paul angelehnt. Die Yamaha SG unterscheidet sich besonders durch die Form ihrer Rückseite (ab der 1000er-Reihe) sowie durch die Platzierung des Schwerpunktes von vergleichbaren Gitarren.
Teurere Modelle der Yamaha SG werden mit einem durchgehenden Hals gebaut, der mittig lediglich durch eine Leiste geteilt wird. Das Ebenholzgriffbrett weist Perlmutt- und Elfenbeineinlagen auf. Der schwere Korpus ist aus Mahagoni gefertigt und ergibt damit einen weichen und trotzdem klaren Klang. Hierfür sorgt unter anderem auch der damals neuartige Sustainblock unter dem Steg.

## Modelle
Als erstes Modell der SG-Serie erschien die SG 175. Die Modellreihe wurde von der SG 100 bis zur SG 3000 erweitert. 1988 erfolgte die Einstellung der Produktion. 
Für die USA erfolgten ab 1980 Modellbezeichnungen als „SBG“, wegen lizenzrechtlicher Probleme mit der Typenbezeichnung „SG“, die bereits von Gibson benutzt wurde. Aus dem gleichen Grund erfolgte die Vermarktung in Großbritannien mit dem Zusatz „S“ nach der Modellnummer. Der Zusatz „T“ erfolgte hingegen für die Tremolo-Ausführungen.

## Sondermodelle
Yamaha stellte 1980 eine Serie von 50 Stück der SG 2000 in ausschließlicher Handarbeit her. Diese Gitarren sind u. a. auf verschiedenen Platten von Joe Cocker und Tina Turner zu hören. Gitarren dieser Serie werden inzwischen zu sehr hohen Sammlerpreisen gehandelt.
Zum dreißigjährigen Bestehen der SG-Gitarre produzierte Yamaha im Jahr 1996 die SG 1996. Dieses Jubiläumsmodell wurde mit einem Flame-Top Körper und Spinex-PU-Tonabnehmern ausgestattet. Es wurden 300 Stück davon hergestellt, sie tragen die Seriennummer jeweils am Ende des Griffbrettes in der Nähe des Körpers.

## Gitarristen

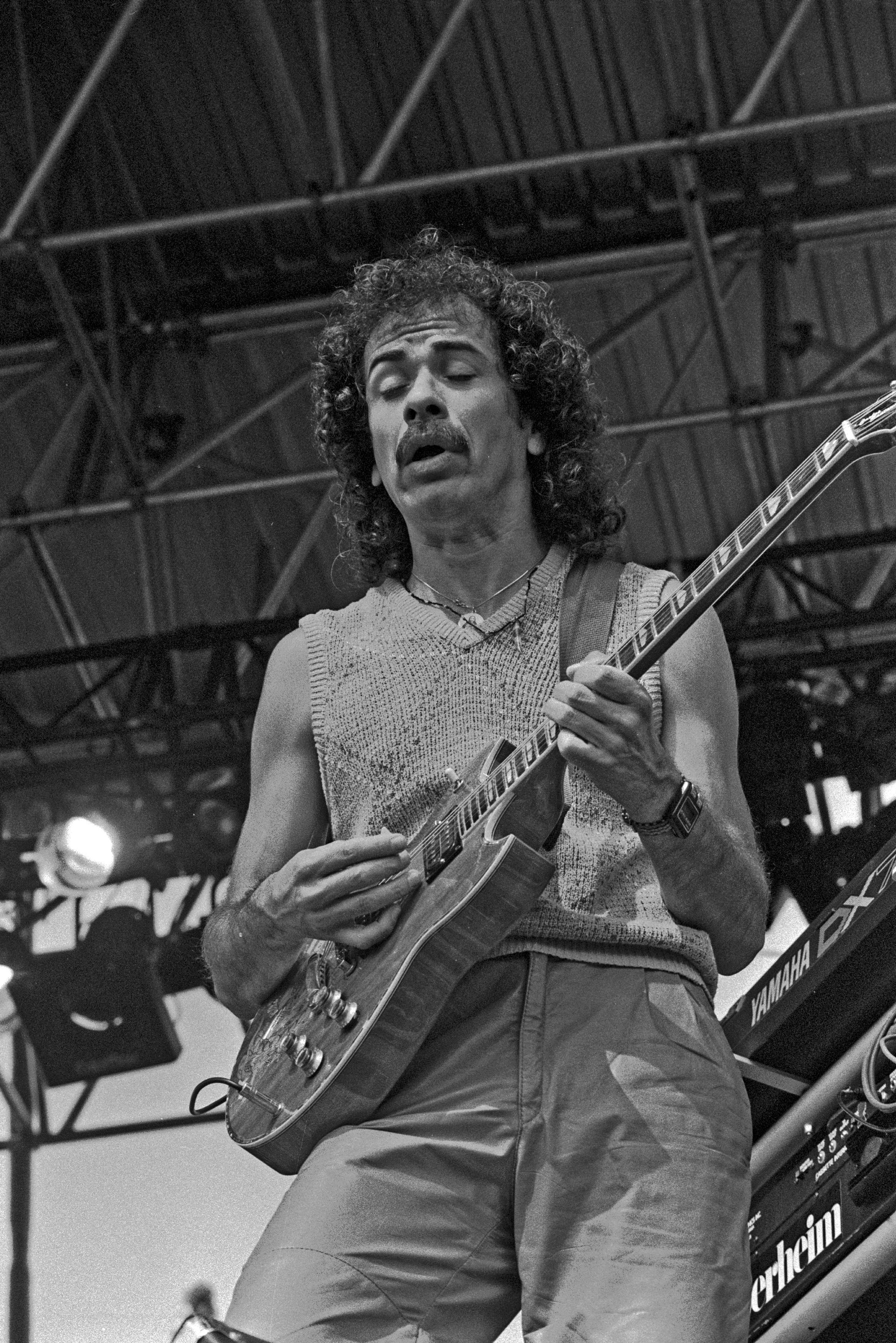
Carlos Santana am 31. Mai 1984 in Hamburg

Insgesamt war die SG-Reihe bei Gitarristen weniger populär als die Gibson und Fender-Klassiker. Einer der wohl bekanntesten Musiker dürfte Carlos Santana sein, der lange Zeit auf „SG 2000“-Gitarren spielte. Zwei Gitarristen der Band Ultravox spielten ebenfalls Yamaha SG-Gitarren: Midge Ure besaß eine „SG 2000“, Billy Currie eine „SG 100“. Ein weiterer Musiker aus den 1990er Jahren der SG Klasse ist Juri Dmitrijewitsch Kasparjan, der heute sogar noch die SGB 200 spielt.